# Load-flow elemzés
A Load-flow, vagy teljesítményáramlás analízis a villamosenergia áramlásának numerikus analízisét jelenti összekapcsolt villamosenergia hálózatokon. Egy load-flow vizsgálat általában egyszerűsített egyvonalas kapcsolási rajzot, viszonylagos egységeket és különféle váltóáram-paramétereket, úgymint: feszültséget, feszültség-vektort, hatásos- és látszólagos teljesítményt használ. Az eljárás normál egyensúlyi állapotok elemzésére szolgál.
A load-flow elemzések alapvető fontosságúak a villamosenergia hálózatok jövőbeni bővülésének tervezése során, valamint a meglévő hálózatok optimális üzemének meghatározásában. A kinyerhető legalapvetőbb információk az egyes gyűjtősínek feszültségértékei, illetve feszültségvektorai, valamint az egyes vonalak hatásos- és látszólagos teljesítményei.
A közcélú és ipari erősáramú rendszerek általában túl bonyolultak ahhoz, hogy a feszültségviszonyokat, illetve a terhelésáramlásokat kézzel hatékonyan lehessen elemezni. Az 1929-es évektől az 1960-as évek elejéig speciális váltóáramú hálózat-analizátorok biztosítottak laboratóriumi léptékű fizikai modelleket az erőátviteli hálózatokról. A digitális számítógépek megjelenése szorította ki ezeket az analóg számítási módszereket.
A számítógépes hálózatszámító szoftverek az eddigieken túl további számítások elvégzésére is alkalmasak, úgy mint zárlati hiba analízis, tranziens vagy normál-állapotú stabilitásszámítások, gazdasági alapú újrateherelosztás. Egyes programok lineáris optimalizálást végeznek az optimális, azaz a legkisebb költség elvét teljesítő teljesítményeloszlás megtalálására.
A load-flow elemzés különösen értékes több terhelési súlyponttal rendelkező hálózatok modellezésére és megmutatja, hogy a rendszer képes-e a csatlakoztatott terhelések kielégítő ellátására. Az eljárás számolja és kigyűjti az egyes elemeken, vonalakon keletkező hálózatveszteségeket is, így nyomon követhető a rendszer teljes vesztesége. Az optimalizációkor figyelembe vételre kerül a transzformátorok ún. megcsapolásai is, melyek megfelelő beállításával a kritikus helyeken korrigálhatók a nem megfelelő feszültségértékek. Meglévő hálózatok, együttműködő erőműegységek üzemének optimalizálására, gazdaságosabb üzemeltetésére alkalmas segédeszköz.
A bizonytalansági tényezők kezelése szempontjából megkülönböztetünk determinisztikus, illetve sztochasztikus load-flow megközelítési módokat, módszereket. A determinisztikus eljárás nem számol a villamosenergia-termelők és a fogyasztói terhelések viselkedésének bizonytalanságaival. A valóságot jobban közelítő, a bizonytalansági faktorokat is figyelembe vevő módszerek közül meg kell említeni a valószínűség-, a lehetőség-, az információhiányból fakadó döntéselméleti-, a robusztus optimalizáció- és az időintervallum-alapú megközelítéseket.
Az Open Energy Modelling Initiative nyílt forráskódú load-flow és egyéb energiarendszer modelleket biztosít.

## Modell
A váltóáramú villamosenergia-áramlási modellek erősáramú villamosenergia hálózatok elemzésére használatosak a villamosenergia-iparban. Nemlineáris rendszer, mely leírja az egyes távvezetéki vonalakon megjelenő villamosenergia áramlásokat. Nemlineáris, mivel a terhelő impedanciák felé áramló villamos teljesítmény négyzetes összefüggésben van az alkalmazott feszültséggel. A nemlineáris jelleg miatt nagy hálózatokon sok esetben nem használható az AC-modell, hanem helyette a kevésbé pontos DC-modell alkalmazandó. Ekkor a háromfázisú rendszert a három fázis terhelésének kiegyenlítettségét feltételezve leegyszerűsítik. Ezen túlmenően egyensúlyi állapotot előfeltételeznek, azaz sem a terhelőáram, sem a feszültség tranziens változásaival nem számolnak. A rendszer frekvenciáját is állandónak tekintik. További egyszerűsítés, hogy minden feszültséget, terhelőáramot és impedanciát viszonylagos egységekben adnak meg, mely azokat a vizsgált hálózat jellemzőinek figyelembevételével előre meghatározott bázishoz mérten képezi le. A rendszer egyvonalas kapcsolási rajza, az egyes rendszerelemek villamos impedanciája és beállításai alapján épül fel a generátorok, a terhelések, a gyűjtősínek és a távvezetékek matematikai modellje.

## Módszerek
A cél adott generátor hatásos teljesítmény- és feszültségviszonyok mellett a rendszer gyűjtősínjei összes feszültségének és feszültség-vektorának a meghatározása. Amint ez az információ ismertté válik, elemezhető és meghatározhatók az egyes áramkörök hatásos- és meddőteljesítmény-áramlásai, valamint a generátorok kimenő meddőteljesítményei.
A rendszer ismert adatait és ismeretlen változóit kell legelőször azonosítani. Amikor egy gyűjtősínre csak terhelések csatlakoznak, akkor a hatásos- ({\displaystyle P}) és a meddőteljesítmény ({\displaystyle Q}) az ismert, amikor pedig generátor kapcsolódik a gyűjtősínre, akkor a hatásos teljesítmény mellett a feszültség mértéke ({\displaystyle U}) az ismert mennyiség. A hatásos- és meddőteljesítmény kiegyensúlyozására használt "hiányerőmű" (angol terminológiában: slack bus) esetén a feszültség mértéke és fázisa ({\displaystyle \theta }) az ismert.
Az alkalmazható teljesítményegyensúlyi egyenletek közül a hatásos teljesítményre vonatkozó:
{\displaystyle 0=-P_{i}+\sum _{k=1}^{N}|U_{i}||U_{k}|(G_{ik}\cos \theta _{ik}+B_{ik}\sin \theta _{ik})}
ahol {\displaystyle P_{i}} az i sínre betáplált nettó hatásos teljesítmény, {\displaystyle G_{ik}} az admittancia mátrix {\displaystyle i} sora, {\displaystyle k} oszlopa szerinti Y valós összetevője, {\displaystyle B_{ik}} pedig a képzetes, valamint {\displaystyle \theta _{ik}} a szögeltérés az {\displaystyle i_{th}} és {\displaystyle k_{th}} sínek között ({\displaystyle \theta _{ik}=\delta _{i}-\delta _{k}}).
A meddőteljesítmény tekintetében pedig:
{\displaystyle 0=-Q_{i}+\sum _{k=1}^{N}|U_{i}||U_{k}|(G_{ik}\sin \theta _{ik}-B_{ik}\cos \theta _{ik})}
ahol {\displaystyle Q_{i}} az i sínre betáplált nettó meddőteljesítmény.
Sok erőátviteli rendszeren jellemző, hogy a {\displaystyle \theta _{ik}} feszültség fázisszöge viszonylag kicsi. Ennélfogva erős kapcsolat van a hatásos teljesítmény és feszültség fázisszöge, valamint a meddőteljesítmény és a feszültségérték között, míg a hatásos teljesítmény és a feszültségérték, továbbá a meddőteljesítmény és a feszültség fázisszöge között gyenge az összefüggés. Ennek eredményeképpen a hatásos teljesítmény általában a magasabb fázisszögű feszültségen üzemelő gyűjtősín irányából az alacsonyabb fázisszögű felé halad, míg a meddőteljesítmény a magasabb feszültségértékűtől az alacsonyabb felé. Ez a közelítés azonban nem igaz nagy fázisszögű feszültségek esetén.

### Newton-Raphson módszer
Ez a legáltalánosabban alkalmazott módszer, mely az ismeretlen változók (gyűjtősín-feszültségek és fázisszögek) kezdeti előfeltételezéséből indul ki. Ezután Taylor-sorok kerülnek felírásra, melyben a magasrendű tagok nem kerülnek figyelembe vételre és minden teljesítmény-egyensúly egyenlet részét képezi az egyenletrendszernek. Végeredményben egy lineáris egyenletrendszert kapunk, mely így fejezhető ki:
{\displaystyle {\begin{bmatrix}\Delta \theta \\\Delta |U|\end{bmatrix}}=-J^{-1}{\begin{bmatrix}\Delta P\\\Delta Q\end{bmatrix}}}
ahol {\displaystyle \Delta P} és {\displaystyle \Delta Q} az eltérés egyenletek:
{\displaystyle \Delta P_{i}=-P_{i}+\sum _{k=1}^{N}|U_{i}||U_{k}|(G_{ik}\cos \theta _{ik}+B_{ik}\sin \theta _{ik})}
{\displaystyle \Delta Q_{i}=-Q_{i}+\sum _{k=1}^{N}|U_{i}||U_{k}|(G_{ik}\sin \theta _{ik}-B_{ik}\cos \theta _{ik})}
és {\displaystyle J} a parciális deriváltak mátrixa, melyet Jacobi-mátrixnak ismerünk: {\displaystyle J={\begin{bmatrix}{\dfrac {\partial \Delta P}{\partial \theta }}&{\dfrac {\partial \Delta P}{\partial |U|}}\\{\dfrac {\partial \Delta Q}{\partial \theta }}&{\dfrac {\partial \Delta Q}{\partial |U|}}\end{bmatrix}}}.
A linearizált egyenletrendszer kifejtése révén meghatározható a következő ({\displaystyle m+1}) feszültségérték és fázisszög becslés:
{\displaystyle \theta ^{m+1}=\theta ^{m}+\Delta \theta \,}
{\displaystyle |U|^{m+1}=|U|^{m}+\Delta |U|\,}
Az eljárás addig folytatódik, míg egy azt megállító feltétel nem teljesül. Általános megállító feltétel, ha az eltérés egyenletek nyomnormája a megadott tűrés alá kerül.
A load-flow probléma megoldásának főbb lépései a következők tehát:
1. Kezdeti becslés készül az összes ismeretlen feszültségérték és fázisszög vonatkozásában. Általában a "flat-start" megközelítés megfelelő, melynek során minden fázisszög nulla és minden feszültségérték 1,0 p.u.[* 1] beállítási értéket kap.
2. A teljesítmény-egyensúly egyenletek megoldása a legfrissebb fázisszög- és feszültségértékekkel.
3. A legfrissebb fázisszög- és feszültségértékek rendszerének linerizálása.
4. A fázisszög- és feszültségértékek eltérés-egyenleteinek megoldása.
5. A fázisszög- és feszültségértékek aktualizálása.
6. A megállító feltételek figyelése, kilépés, ha teljesülnek, továbblépés, ha nem.

### Egyéb módszerek
- Gauss–Seidel-módszer: Ez a legkorábban kifejlesztett módszer. Más iteratív módszerekhez képest kevésbé konvergens, ellenben kevés memóriát igényel és nincs szükség bonyolult mátrixrendszerek megoldására.[12]
- Fast-decoupled módszer: A Newton-Raphson módszerből származik, annak egyszerűsítésével. a szög-hatásos teljesítmény és a feszültségmeddő teljesítmény szoros kölcsönhatásának figyelembevételével két független, kevesebb egyenletből álló egyenletrendszerre bontja az eredetit, jelentősen gyorsítva a számítást. A Jacobi-mátrix esetén a konvergenciát javító egyszerűsítésekkel számol.[11][13]
- Holomorphic embedding módszer (HELM): A Gridquant Inc. által nemrégiben kifejlesztett nem-iteratív, hanem direkt módszer, mely teljesítményeloszlási egyenletek többszörös megoldásai közül a releváns és működőképes számítást garantálja.[14]

## Fordítás
- Ez a szócikk részben vagy egészben  a   Power-flow study című angol Wikipédia-szócikk fordításán alapul.  Az eredeti cikk szerkesztőit annak laptörténete sorolja fel. Ez a jelzés csupán a megfogalmazás eredetét és a szerzői jogokat jelzi, nem szolgál a cikkben szereplő információk forrásmegjelöléseként.